# Liste der Erzgruben im Rhein-Sieg-Kreis

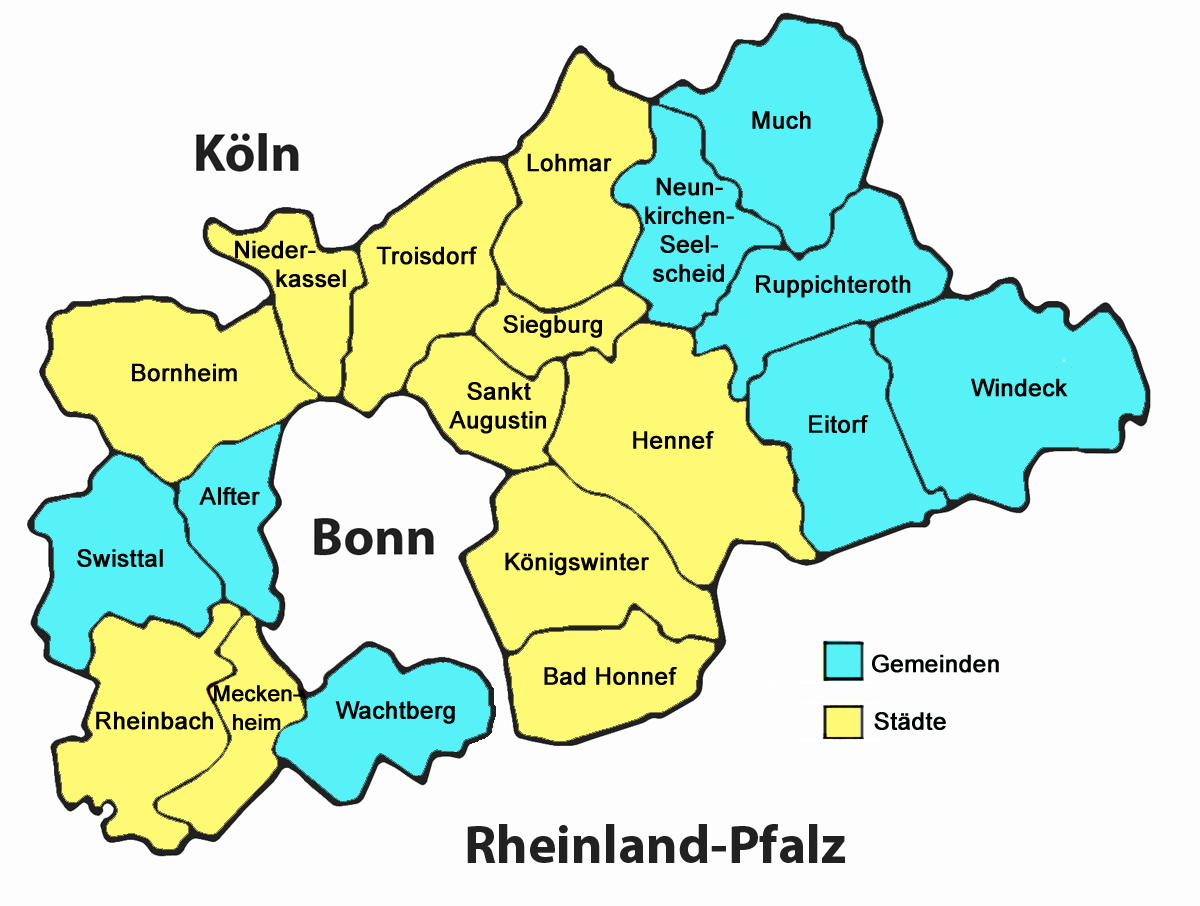
Kommunen des Rhein-Sieg-Kreises.

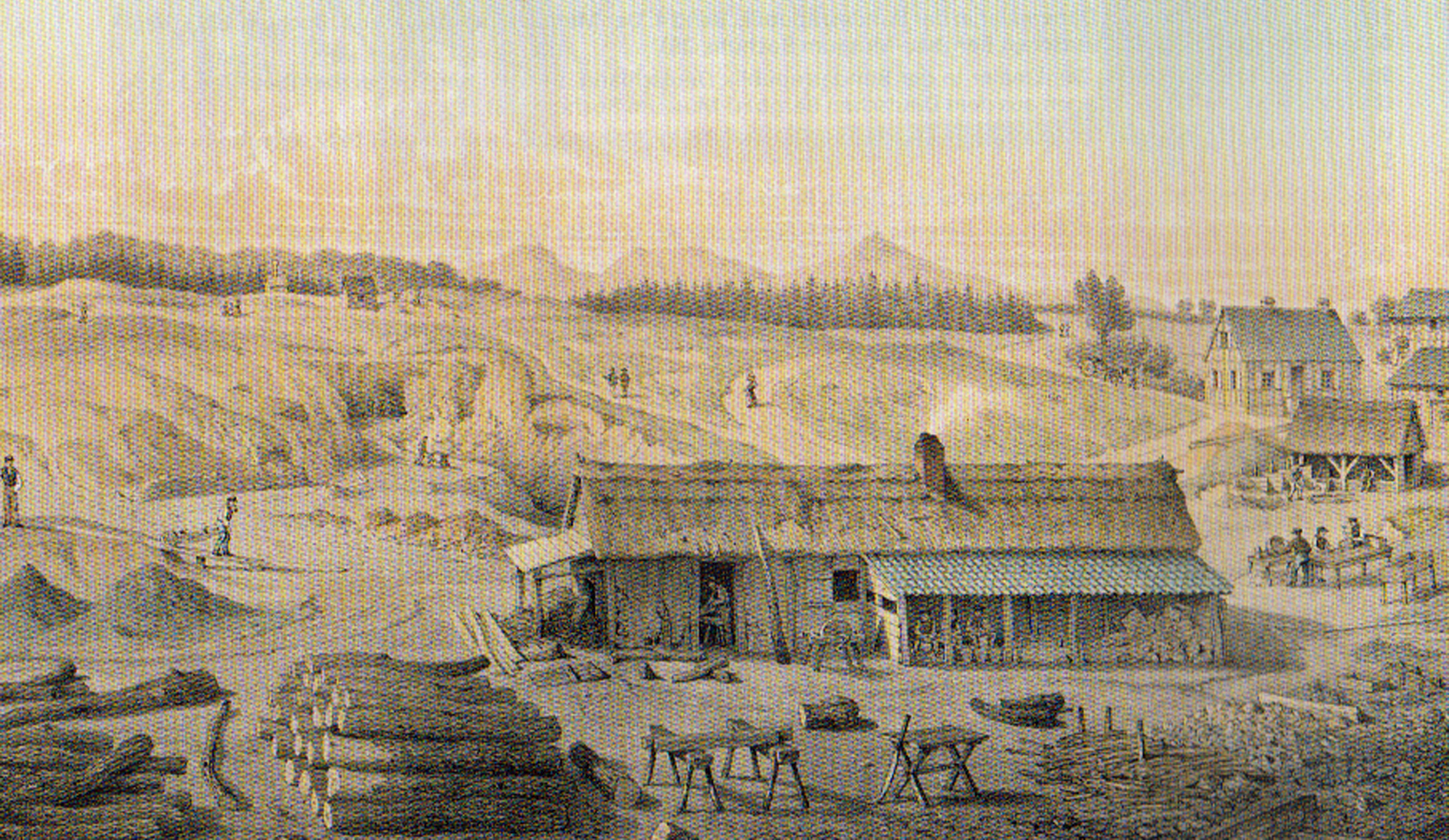
Grube Altglück, Uckerath, 1855

Die Liste der Erzgruben im Rhein-Sieg-Kreis führt die Gruben auf den Gangerzlagerstätten im Rhein-Sieg-Kreis auf. Sie erhebt keinen Anspruch auf Vollständigkeit.

## Liste der Erzgruben im Rhein-Sieg-Kreis

### Bad Honnef
| Name                 | Stadtteil/Ortsteil                      | Beginn     | Ende | Teufe | Anmerkungen | Lage | Bild |
| -------------------- | --------------------------------------- | ---------- | ---- | ----- | --- | ---- | ---- |
| Adler                | Schmelztal                              | 1843-11-10 |      |       | Blei, Zink, Kupfer; neu verliehen am 28. Juli 1851; 3 Stollen (zwei davon 50 m und 175 m lang) und zwei Schächte | ⊙    |      |
| Aegidiusglück        | Retscheid                               |            |      |       | Eisen |      |      |
| Aegina               | Siefenhoven                             |            |      |       | Eisen |      |      |
| Alter Fritz          | Bad Honnef                              | 1804       | 1881 |       | Blei, Kupfer; 1859 neu verliehen; Stollen mit mind. 300 m Länge; Erste Betriebsperiode:1804-11; Förder- und Wasserhaltungsschacht; Tiefer Stollen im Schmelzertal; Förderung: 1856 - 2.667 Zentner, 1875 - 250 Zentner Bleierze                                                         |      |      |
| Anrep                | Brüngsberg                              | 1853       | 1908 |       | Eisen, Zink, Blei, Kupfer; verliehen am 3. Juli 1864; konsolidiert mit Zachäus zu Anrep-Zachäus |      |      |
| Anrep-Zachäus        | Brüngsberg / Aegidienberg               | 1862       | 1908 | 100 m | Zink, Blei, Kupfer, Spateisenstein; 1900 Maschinenschacht mit 100 m Teufe; Konsolidation aus Anrep und Zachäus | ⊙    |      |
| Arnold-Erbstollen    | Brüngsberg                              | 1862       | 1875 |       | 1862 Erbstollengerechtigkeit verliehen; ab 1867 Wasserlösung der Gruben Anrep-Zachäus, Arnold, Bosco, Emma Sophia, Hoffmann und Rauer Mann; Betriebszeit: 1867-1875; 1884 aufgewältigt; Eintragung gelöscht 1992                                                                        | ⊙    |      |
| Arnold               | Brüngsberg                              | 1862 (vor) |      |       | [ 2 ] |      |      |
| Arnoldsfreude        | Brüngsberg                              |            |      |       | Blei, Zink, Eisen |      |      |
| Benno                | Brüngsberg                              |            |      |       | Zink, Blei; in der Nähe von Anrep |      |      |
| Bergenstadt          | Bad Honnef                              | 1850       | 1866 |       | Blei, Kupfer; 1850 verliehen; 1852 - 10 Bergleute; ehemals Grube ehemals Stadtberg; nahe der Mündung des Einsiedlertals |      |      |
| Bosco                | Brüngsberg                              | 1862 (vor) |      |       | Blei, Zink, Kupfer |      |      |
| Britannia            | Aegidienberg                            |            | 1908 |       | Kupfer; in der Nähe der Servatius-Kapelle |      |      |
| Brunhild             | Wülscheid                               |            |      |       | Eisen |      |      |
| Cäcilie              | Brüngsberg                              |            |      |       | Kupfer, Eisen, Zink, Blei; Stollen bei der Quirrenbacher Mühle |      |      |
| Caroline II          | Bad Honnef                              |            |      |       | Blei, Zink, Kupfer; konsolidiert aus Caroline II, John und Rhöndorf |      |      |
| Cornelia             | Orscheid                                |            |      |       | Eisen, Mangan |      |      |
| Eduard               | Brüngsberg                              |            |      |       | Blei, Zink, Kupfer |      |      |
| Egmont               | Aegidienberg / Brüngsberg / Quirrenbach |            |      |       | Blei, Zink, Kupfer, Eisen |      |      |
| Elliot               | Menzenberg                              |            |      |       | Blei, Zink, Eisen |      |      |
| Emma Sophie          | Brüngsberg                              | 1862 (vor) |      |       | Kupfer |      |      |
| Ersatz               | Bad Honnef                              |            |      |       | Eisen |      |      |
| Eva                  | Bad Honnef                              |            |      |       | Blei, Zink, Kupfer; ohne Betrieb |      |      |
| Finschen             | Wülscheid                               |            |      |       | Blei, Zink |      |      |
| Flora                | Brüngsberg                              |            |      |       | Blei |      |      |
| Friedrich II         | Himberg                                 |            |      |       | Eisen |      |      |
| Garibaldi            | Brüngsberg                              |            |      |       | Blei, Kupfer, Zink |      |      |
| Gilgen               | Hövel                                   |            |      |       | Eisen |      |      |
| Glückliche Elise     | Bad Honnef                              | 1753       | 1920 | 38 m  | Blei, Zink, Kupfer; 1850 verliehen; 4 Stollen; Gang 0,6 - 4 m mächtig; Betriebszeiten 1753-1815, 1847-68; am 19.01.1876 konsolidiert mit Bergenstadt, Mariannaglück, Mariannaglück I und Ludwig zu Johannesberg; Maschinenschacht mit 38 m Teufe; bis zu 60 Arbeiter                    | ⊙    |      |
| Gotteshülfe          | Aegidienberg                            |            |      |       | Kupfer; in der Nähe der Servatius-Kapelle |      |      |
| Gute Hülfe           | Orscheid                                |            |      |       | Eisen |      |      |
| Helena               | Hövel                                   |            |      |       | Eisen |      |      |
| Henricus             | Bad Honnef                              |            |      |       | Eisen |      |      |
| Hochzeit             | Aegidienberg                            |            |      |       | Kupfer; in der Nähe der Servatius-Kapelle |      |      |
| Hoffmann             | Brüngsberg                              | 1862 (vor) |      |       | Eisen |      |      |
| Johannesberg         | Bad Honnef                              | 1753       | 1920 |       | Blei, Zink, Kupfer; ehemals Grube St. Theresia; an der Löwenburg (ca. 1 km östlich von Alter Fritz); am 19.01.1876 konsolidiert aus Bergenstadt, Glückliche Elise, Mariannaglück, Mariannaglück I und Ludwig; Betrieb bis 1816, dann 1847 neu verliehen; letzte Betriebsperiode 1918-20 |      |      |
| John                 | Bad Honnef                              |            |      |       | Kupfer; zu Caroline II |      |      |
| Kindtaufe            | Aegidienberg                            |            |      |       | Kupfer; in der Nähe der Servatius-Kapelle |      |      |
| Kirmes               | Aegidienberg                            |            |      |       | Kupfer, Blei, Zink; in der Nähe der Servatius-Kapelle |      |      |
| Kunigunde            | Brüngsberg                              |            |      |       | Eisen, Zink, Blei, Kupfer; in der Nähe von Anrep |      |      |
| Ludwig               | Bad Honnef                              | 1753       | 1920 | 90 m  | Blei, Zink, Kupfer; am 19.01.1876 mit Bergenstadt, Glückliche Elise, Mariannaglück, Mariannaglück I konsolidiert zu Johannesberg; Betriebszeiten: 1753-1816, 1847-1870; Maschinenschacht mit 90 m Teufe und 4 Tiefbausohlen                                                             |      |      |
| Mariannaglück        | Bad Honnef                              | 1850 (um)  |      |       | Blei, Kupfer; am 19.01.1876 mit Bergenstadt, Glückliche Elise, Mariannaglück I und Ludwig konsolidiert zu Johannesberg |      |      |
| Mariannaglück        | Bad Honnef                              | 1850 (um)  |      |       | Kupfer; am 19.01.1876 mit Bergenstadt, Glückliche Elise, Mariannaglück und Ludwig konsolidiert zu Johannesberg |      |      |
| Medio                | Brüngsberg                              |            |      |       | Kupfer; in der Nähe von Anrep |      |      |
| Menzenberg           | Menzenberg                              |            |      |       | Blei, Zink, Kupfer, Eisen; Stollen; Schacht; lag südöstl. von Bad Honnef im Menzenberger Tal. Am Grundstück des Karl-Simrock-Hauses führt ein Weg hangaufwärts. Nach etwa 80 m war auf der rechten Seite die Grube.                                                                     | ⊙    |      |
| Nyam-Nyam            | Bad Honnef                              | 1866-12-17 |      |       | Blei |      |      |
| Prompt               | Himberg                                 |            |      |       | Eisen |      |      |
| Rauer Mann           | Brüngsberg                              | 1862 (vor) |      |       | Eisen |      |      |
| Rhöndorf             | Bad Honnef                              |            |      |       | Kupfer; zu Caroline II |      |      |
| Rotbart              | Orscheid                                |            |      |       | Eisen |      |      |
| Rumor                | Brüngsberg                              |            |      |       | Blei, Kupfer, Zink, Eisen |      |      |
| St. Aegidienberg     | Aegidienberg                            |            |      |       | Kupfer |      |      |
| St. Servatius        | Himberg                                 |            |      |       | Eisen |      |      |
| Theodor              | Bad Honnef                              |            |      |       | Kupfer; nördlich von Johannesberg |      |      |
| Überdruß             | Orscheid                                |            |      |       | Eisen |      |      |
| Veronica             | Schmelztal                              |            |      |       | Kupfer, Eisen; südlich von Johannesberg |      |      |
| Zum Bruder Konrad    | Himberg                                 |            |      |       | Eisen |      |      |
| Zur schönen Aussicht | Aegidienberg / Brüngsberg / Quirrenbach |            |      |       | Blei, Zink, Eisen |      |      |
| Zur Sicherheit       | Brüngsberg                              |            |      |       | Eisen |      |      |
| Zachäus              | Brüngsberg                              | 1862       | 1908 |       | Eisen, Zink, Blei, Kupfer; 1862 verliehen; Schacht und Stollen; konsolidiert mit Anrep zu Anrep-Zachäus | ⊙    |      |

### Eitorf
| Name              | Ortsteil                                     | Beginn          | Ende | Teufe        | Anmerkungen | Lage | Bild |
| ----------------- | -------------------------------------------- | --------------- | ---- | ------------ | --- | ---- | ---- |
| Alte Harmonie     | Harmonie / Borauel                           | 1790 (ca.)      | 1909 | 90 m (mind.) | Kupfer, Schwefelkies; auch Harmonie genannt; gemutet am 9. Mai 1800; Längenfeld verliehen am 24. Dezember 1801; Kunstschacht; Geviertfeld verliehen am 14. August 1866 (gelöscht 18. Oktober 1990); Kunstschacht; Tiefbau bis 1888; bis zu 86 Betriebsmitarbeiter; Schacht mit mind. 90 m Teufe; In Bourauel liegt zwischen dem Haus Nr. 50 (ehemaliger Gasthof und Bäckerei Honrath) am Hang ein vermauertes Stollenmundloch; zu Gewerkschaft Pascha; Luftschutz im 2. WK | ⊙    |      |
| Arrenberg         | Eitorf                                       | 1864-09-21      |      |              | Kupfer; Geviertfeld 18.07.1866; Löschung 18.10.1990 | ⊙    |      |
| Arschleder        | Lindscheid                                   | 1854 (um)       |      |              | Eisen; zu Seemann |      |      |
| Baptist           | Lindscheid                                   | 1854 (um)       |      |              | Eisen; zu Seemann |      |      |
| Baumstark         | Eitorf                                       | 1857            |      |              | Blei, Kupfer, Zink, Schwefelkies; 1866 zu Pascha |      |      |
| Bertramsgrube     | Huckenbröl                                   | 1753-05-22      | 1756 |              | an dieser Stelle entstand 1854 das Feld Dessauer |      |      |
| Bitburg           | Eitorf                                       | 1873-12-23      |      |              | Braunkohle; gemutet am 23.12.1873; Geviertfeld verliehen am 23.3.1874; gelöscht am 15.10.1990 |      |      |
| Blutfink          | Eitorf?                                      |                 |      |              | Eisen; zu Grauwackenkönig |      |      |
| Carl Joseph       | Plackenhohn / Nannenhohn                     | 1740-1750 (ca.) |      |              | Blei, Zink, Kupfer, Eisen; in der Nähe der Landstraße L86; Geviertfeld verliehen am 6.2.1882 (gelöscht 5. November 1992); 1889 Konsolidierung beantragt (aber nicht mehr realisiert); Arnoldstollen I, Arnoldstollen II (30 m tiefer als I, mind. 577 m lang); Rechte am 5.11.1992 gelöscht | ⊙    |      |
| Charlotte         | Lindscheid                                   | 1854 (um)       |      |              | Eisen; zu Seemann |      |      |
| Charles I         | Kelters                                      | 1854-07-01      |      |              | Kupfer; Längenfeld verliehen am 15.5.1855; Geviertfeld am 11.4.1866 verliehen; REchte am 5.11.1992 gelöscht; zu Pascha | ⊙    |      |
| Christiansberg    | Obenroth / Hove                              | 1788            |      |              | Kupfer; zu Pascha |      |      |
| Clara             | Merten                                       | 1747            |      |              | Silber, Blei, Kupfer, Zink; 1 m mächtiger Gang; mind. zwei Stollen; Längenfelder verliehen 7. August 1808 Erzengel, 1854 Carla; Geviertfeld verliehen am 20. August 1866; Bergrechte bestehen noch; Fördermenge 1855: 48 t Zink, 1856: 1.206 t Zink, 1859: 19 t Blei | ⊙    |      |
| Dessauer          | Huckenbröl                                   | 1853-06         |      |              | Kupfer, Blei, Schwefelkies, Zink; Längenfeld verliehen 1854; Geviertfeld verliehen 1866; Oberer Schacht in scharfer Kurve des Tannenwegs im Ersfeldsiefen; Rechte am 5.12.1992 gelöscht | ⊙    |      |
| Doris             | Oberbohlscheid                               | 1856-06-23      |      |              | Blei, Zink, Kupfer; Geviertfeld verliehen am 7.9.1866; Rechte erloschen am 13.5.1991; zu Gewerkschaft Pascha | ⊙    |      |
| Eleonore          | Oberbohlscheid                               | 1856            |      |              | |      |      |
| Ehrenpreis        | Eitorf                                       | 1857            |      |              | Blei, Kupfer, Zink, Schwefelkies; 1866 zu Pascha |      |      |
| Ehrenkreuz        | Merten                                       |                 |      |              | Kupfer; zu Gewerkschaft Pascha |      |      |
| Emilie            | Kelters                                      | 1855-0-55       |      |              | Kupfer; Geviertfeld verliehen am 11.4.1866; Rechte erloschen am 5.12.1992; zu Gewerkschaft Pascha; Luftschutz im 2. WK | ⊙    |      |
| Emilie I          | Welterode / Lascheid / Mierscheid            | 1854-08-24      |      |              | Kupfer; Geviertfeld verliehen am 11.4.1866; Rechte erloschen am 5.11.1992 |      |      |
| Erzengel          | Merten                                       | 1808            |      |              | Blei, Kupfer, Zink, Silber; zu Clara |      |      |
| Fäustel           | Lindscheid                                   | 1854 (um)       |      |              | Eisen; zu Seemann |      |      |
| Fideler Muther    | Lindscheid                                   | 1854 (um)       |      |              | Eisen; zu Seemann |      |      |
| Fliege            | Eitorf                                       | 1865-04-08      |      |              | Kupfer; Geviertfeld verliehen am 26.2.1866; Rechte erloschen am 13.5.1991; zu Gewerkschaft Pascha |      |      |
| Grauwacke(n)könig | Eitorf                                       | 1852-11         | 1865 |              | Eisen; konsolidiert mit Siegfeld; Längenfelder 11.1852 und 6.1857 verliehen; Konsolidierung am 16.04.1858; Geviertfeld verliehen 1866; Löschung am 26.11.1990 |      |      |
| Hatzfeld          | Eitorf                                       | 1740-1750 (ca.) | 1948 |              | Blei, Kupfer, Silber; gemutet 1846/1852 als Amaliens Fritz; Längenfeld verliehen am 9.9.1853; Geviertfeld verliehen am 16.7.1866; Rechte gelöscht am 7.5.1991; Neuer Tiefstollen; Alter Tiefstollen; Hatzfeldschacht; zu Gewerkschaft Pascha; Belegschaft 1866: 4 Bergleute, 1889: 44; Luftschutz im 2. WK | ⊙    |      |
| Heidblume         | Obereip                                      | 1856-03-22      |      |              | Eisen; Tagebau; Fördermenge 1858: 5.778 t, 1859/60: 7.900 t; Geviertfeld verliehen am 1866; Rechte gelöscht am 5.11.1992 |      |      |
| Heinrich Joseph   | Balenbach                                    | 1852-12-10      |      |              | Blei, Zink, Kupfer, Schwefelkies; Längenfeld verliehen am 5.5.1854; Geviertfeld verliehen am 27.7.1866 | ⊙    |      |
| Helenengang       | Huckenbrol / Sterzenbach / Forst             | 1838 (vor)      |      |              | Blei, Kupfer, Zink, Schwefelkies, Silber; 1838 konsolidiert zu Silberseifen |      |      |
| Hellmuth          | Happach                                      | 1865            |      |              | Blei, Kupfer, Zink; Geviertfeld verliehen am 8.8.1866; Rechte erloschen 7.5.1991; zu Gewerkschaft Pascha | ⊙    |      |
| Hoffnungsgrube    | Kehlenbach                                   | 1866-01-29      |      |              | Kupfer; Geviertfeld verliehen am 9.8.1866; Rechte erloschen 13.5.1991 |      |      |
| Hoffnungsthal     | Lindscheid                                   | 1875-06-23      |      |              | Kupfer; Geviertfeld verliehen am 22.10.1875; Rechte erloschen 13.5.1991 | ⊙    |      |
| Jenny             | Schellenbruch / Schneppe                     |                 |      |              | Eisen |      |      |
| Keith             | Welterode / Lascheid / Mierscheid            | 1854-08-24      |      |              | Kupfer; Geviertfeld verliehen am 11.4.1866; Rechte erloschen 5.11.1992 |      |      |
| Landsberg         | Wilkomfeld / Holenfeld                       |                 |      |              | Eisen |      |      |
| Mobiles           | Lindscheid                                   | 1854 (um)       |      |              | Eisen; zu Seemann |      |      |
| Pascha            | Eitorf                                       | 1852-06-22      | 1908 |              | Blei, Kupfer, Zink, Schwefelkies; Längenfeld verliehen 1857; Oberer Stollen; Tiefer Stollen; 1866 Konsolidierung und Verleihung eines Geviertfeldes aus Baumstark, Ehrenpreis und Pascha; Fördermenge 1889: 2 t Blei, 7 t Zink, 1893: 0,3 t Blei, 2,5 t Zink, 1899: 7 t Blei, 10 t Zink, 1901 1,8 t Kupfer, 17 t Blei, 122 t Zink; Belegschaft 1893: 4, 1897: 15, 1898 18, 1899: 23; 1900: 25, 1901: 8; Luftschutz im 2. WK; Rechte erloschen am 13.5.1991                 | ⊙    |      |
| Pinnes            | Oberbohlscheid                               | 1856            |      |              | |      |      |
| Schwerin          | Welterode / Lascheid / Mierscheid            | 1854-08-25      |      |              | Kupfer; Geviertfeld verliehen am 11.4.1866; Rechte erloschen 5.11.1992 |      |      |
| Seemann           | Mühleip / Lindscheid / Eichholz / Meisenbach | 1853-8          |      |              | Eisen; 8.1853 gemutet; Längenfeld verliehen am 7.12.1854; Konsolidierung 5.6.1855; Geviertfeld verliehen 1866; gelöscht am 5.11.1992 | ⊙    |      |
| Settchen          | Merten                                       |                 |      |              | Eisen |      |      |
| Settchen I        | Höhnscheid                                   |                 |      |              | Eisen |      |      |
| Settchen II       | Nannenhohn                                   |                 |      |              | Eisen |      |      |
| Siegfeld          | Eitorf / Herchen / Lüttershausen             | 1853            | 1865 |              | Eisen; 1860 konsolidiert mit Grauwackekönig; 12 Längenfelder verliehen 1857/58; Geviertfelder verliehen 1866; gelöscht am 57.5.1991 |      |      |
| Silberseifen      | Huckenbrol / Sterzenbach / Forst             | 1749            | 1909 |              | Blei, Kupfer, Zink, Schwefelkies, Silber; 1838 Konsolidierung aus Helenengang, Silberseifen und Wachsamer Hahn; Alter Tiefstollen; Neuer Tiefstollen; mehrere Versuchsstollen (I-III + 2 weitere); Geviertfeld verliehen 1866; Bergrechte bestehen noch; Förderung 1854/55: 170 t Zink, 1909: 1 t Zink; Luftschutz im 2. WK | ⊙    |      |
| Tanz              | Borauel / Harmonie                           | 1861            |      |              | Kupfer, Blei; zu Gewerkschaft Pascha |      |      |
| Treue Hand        | Hohn                                         | 1865-04-8       |      |              | Kupfer, Blei; zu Gewerkschaft Pascha; Längenfeld verliehen am 8.4.1865; Geviertfeld verliehen am 26.7.1866; Rechte erloschen am 5.5.1991 |      |      |
| Wachsamer Hahn    | Huckenbrol / Sterzenbach / Forst             | 1838 (vor)      |      |              | Blei, Kupfer, Zink, Schwefelkies, Silber; 1838 konsolidiert zu Silberseifen |      |      |
| Waldmeister       | Merten                                       |                 |      |              | Kupfer, Blei; zu Gewerkschaft Pascha |      |      |
| Winterfeld        | Welterode / Lascheid / Mierscheid            | 1854            |      |              | Kupfer; Längenfeld verliehen am 14.9.1854; Geviertfeld verliehen am 11.4.1866; Rechte erloschen am 5.11.1992 | ⊙    |      |
| Willi             | Rankenhohn                                   |                 |      |              | Eisen |      |      |

### Hennef
| Name                | Ortsteil                              | Beginn     | Ende | Teufe              | Anmerkungen | Lage | Bild |
| ------------------- | ------------------------------------- | ---------- | ---- | ------------------ | --- | ---- | ---- |
| Altglück            | Uckerath                              |            |      |                    | Blei, Zink; Tagebau; Stollen; 400 m entfernt vom Ort; unweit der Gruben Silistria und Neuglück |      |      |
| Anna II             | Dondorf                               |            |      |                    | Eisen |      |      |
| Anschluss           | Dambroich                             |            |      |                    | Eisen |      |      |
| Ariost              | Lichtenberg                           |            |      | Kupfer             | |      |      |
| Baron von Lohe      | Allner                                | 1881       |      |                    | in der Nähe des Schlosses Allner an der Allner Mühle; Mutung abgelehnt |      |      |
| Beckersfund         | Dondorf                               |            |      |                    | Blei, Kupfer |      |      |
| Bergmannslust       | Geistingen                            |            |      |                    | Eisen |      |      |
| Bixio               | Dürresbach                            |            |      |                    | Eisen |      |      |
| Blankenberg-Consols | Blankenberg                           |            |      |                    | Blei, Zink, Kupfer? |      |      |
| Blume               | Kurenbach                             | 1889 (vor) |      |                    | Kupfer |      |      |
| Carl                | Dürresbach                            |            |      |                    | Braunkohle |      |      |
| Caroline            | Kurenbach                             | 1889 (vor) |      |                    | Zink, Blei |      |      |
| Cavour              | Hofen                                 |            |      |                    | Eisen |      |      |
| Christiansfreude    | Kurenbach                             |            |      | Blei, Zink, Kupfer | |      |      |
| Clementine          | Dürresbach                            |            |      |                    | Eisen |      |      |
| Daun                | Allner                                | 1886 (vor) |      |                    | 1866 zu Ziethen |      |      |
| Duisburg            | Dambroich                             |            |      |                    | Eisen; zu Maibusch |      |      |
| Eiche               | Süchterscheid                         |            |      |                    | Blei, Zink, Kupfer |      |      |
| Elisabeth           | Blankenberg                           |            |      |                    | Blei, Zink, Kupfer? |      |      |
| Engelbert           | Dambroich ?                           |            |      |                    | Blei, Zink, Eisen, Kupfer?; im Besitz der Gewerkschaft Hameln bei Morsbach |      |      |
| Engelbertshoffnung  | Dambroich ?                           |            |      |                    | Blei, Zink, Eisen, Kupfer?; im Besitz der Gewerkschaft Hameln bei Morsbach |      |      |
| Engelbertsglück     | Dambroich                             |            |      |                    | Eisen |      |      |
| Engelbertsglück II  | Dambroich ?                           |            |      |                    | Eisen?; im Besitz der Gewerkschaft Hameln bei Morsbach |      |      |
| Ernst               | Kurenbach?                            | 1889 (vor) |      |                    | Zink, Blei |      |      |
| Friedensschluss     | Allner                                | 1886 (vor) |      |                    | 1866 zu Ziethen |      |      |
| Frischgewagt        | Allner / Bröl                         | 1886 (vor) |      |                    | Mutung |      |      |
| Fürst Hatzfeld      | Allner                                | 1861-01-11 |      |                    | Bleiu, Zink, Kupfer; verliehen 8. Juni 1861; in der Nähe des Schlosses Allner an der Allner Mühle |      |      |
| Gottessegen         | Dambroich                             | 1867 (vor) |      |                    | Spateisenstein; Analys: 84 % Eisen, 7 % Kieselsäure, 10 % Tonerde |      |      |
| Gustav Adolph       | Dambroich                             |            |      |                    | Eisen |      |      |
| Guter Anschluß      | Altenbödingen                         |            |      |                    | Eisen, Kupfer |      |      |
| Havelock            | Geistingen                            |            |      |                    | Eisen |      |      |
| Helene II           | Kurenbach?                            | 1889 (vor) |      |                    | Zink, Blei |      |      |
| Helene III          | Westerhausen / Kurscheid              |            |      |                    | Kupfer |      |      |
| Herder              | Allner                                | 1886 (vor) |      |                    | Eisen; Grubenfeld |      |      |
| Hieronimus          | Dambroich                             |            |      |                    | Eisen |      |      |
| Hubert Salentin     | Kurenbach                             |            |      | Blei, Kupfer       | |      |      |
| Johanna             | Söven                                 |            |      |                    | Braunkohle |      |      |
| Junge Anna          | Allner                                | 1881       |      |                    | in der Nähe des Schlosses Allner an der Allner Mühle; Mutung abgelehnt |      |      |
| Krautgarten         | Dambroich / Rott                      | 1867 (vor) |      |                    | Eisen, Braunkohle |      |      |
| Lambert             | Dambroich                             |            |      |                    | Eisen, Braunkohle |      |      |
| Letztes Fane?       | Allner / Bröl                         | 1886 (vor) |      |                    | Mutung |      |      |
| Lira                | Geistingen                            |            |      |                    | Eisen |      |      |
| Maibusch            | Dambroich                             |            |      |                    | Braunkohle, Alth. |      |      |
| Maibuschchen        | Dambroich                             |            |      |                    | Braunkohle, Alth.; zu Maibusch |      |      |
| Maria Bödingen      | Bödingen                              |            |      |                    | Kupfer, Eisen |      |      |
| Medici              | Kümpel                                |            |      |                    | Eisen |      |      |
| Müller              | Süchterscheid                         |            |      |                    | Blei, Zink, Kupfer |      |      |
| Neuglück            | Uckerath                              |            |      |                    | unweit der Grube Altglück |      |      |
| Noeggerath I        | Dambroich                             |            |      |                    | Eisen |      |      |
| Ravenstein          | Blankenberg                           | 1888 (vor) |      |                    | Blei, Zink, Kupfer; 3 Stollen; 1888 Betrieb wieder angelaufen |      |      |
| Ravenstein II       | Oberscheid                            |            |      |                    | Blei, Zink, Kupfer? |      |      |
| Romeriken-Berge     | Söven                                 |            |      |                    | Braunkohle |      |      |
| Rosenberg           | Lichtenberg                           |            |      | Eisen              | |      |      |
| Rott                | Rott                                  |            |      |                    | Braunkohle; südwestlich von Hennef |      |      |
| Saturn              | Allner                                | 1886 (vor) |      |                    | 1866 zu Ziethen |      |      |
| St. Merten          | Allner                                | 1886 (vor) |      |                    | 1866 zu Ziethen |      |      |
| Silistria           | Kurenbach                             | 1855 (um)  | 1891 | 180 m              | Zink, Blei; in den 1960er Jahren alle Stolleneingänge vermauert; Förderung: 1865 - 10.577 Zentner, 1876 - 7.200 Zentner Zinkblende | ⊙    |      |
| Uhland              | Kurenbach                             | 1889 (vor) |      |                    | Kupfer |      |      |
| Victor              | Söven                                 |            |      |                    | Eisen |      |      |
| Wieland             | Allner                                | 1886 (vor) |      |                    | Eisen; Grubenfeld |      |      |
| Windgassen          | Dambroich                             |            |      |                    | Eisen |      |      |
| Ziethen             | Hennef (Weingartsgasse) / Seligenthal | 1122       | 1897 | 100 m              | Blei, Silber, Kupfer, Zink; gemutet am 19. April 1853; verliehen als Johanna am 23. Februar 1854; 1855 Kunstschacht mit Dampfmaschine (Schacht I mit 73 m); 1873 Schacht II mit 73 m; Schacht III mit 100 m (bei Seligenthal); Gesamtförderung: 2.396 t Bleierz, 1.300 t Zinkblende, 7 t Kupfererze; 1866 Konsolidation der Felder Daun, Friedensschluss, Ritter, Saturn, St. Merten, Ziethen I, Ziethen III zu Ziethen; 4 Sohlen; Versuchsarbeiten: 1910-12,22-27 | ⊙    |      |
| Ziehten I           | Allner                                | 1886 (vor) |      |                    | 1866 zu Ziethen |      |      |
| Ziehten III         | Allner                                | 1886 (vor) |      |                    | 1866 zu Ziethen |      |      |
| Zufriedenheit       | Dürresbach                            |            |      |                    | Eisen |      |      |

### Königswinter
| Name                        | Ortsteil              | Beginn     | Ende | Teufe        | Anmerkungen | Lage | Bild |
| --------------------------- | --------------------- | ---------- | ---- | ------------ | --- | ---- | ---- |
| Adelheid                    | Oberdollendorf        |            |      |              | Eisen; zu Wildermann (bei Bonn-Oberkassel) |      |      |
| Agilolph                    | Stieldorferhohn       |            |      |              | Eisen |      |      |
| Altglück (I-II)             | Bennerscheid          | 1122-04-04 | 1875 | 60 m (mind.) | Zink, Blei, Silber, Kupfer, Eisen; im Dollenbachtal; ehemals Silberkaule genannt; neu verliehen 1801 als Johann Petersgrube (Stollen) und 1826 als Alt-Glück; 1846 neu verliehen; Grubenfelder Altglück I und II; 1859 mit Neuglück konsolidiert; 4 Stollen (Dollenbach-Stollen) und 2 Schächte; 10–12 m Mächtigkeit; Förderung: 1863 - 59.143 Zentner Zinkblende und 2.100 Zentner Bleierz | ⊙    |      |
| Ariadne                     | Bennerscheid          |            |      |              | Zink, Blei, Eisen; nahe Neuglück |      |      |
| Barbara                     | Düferodt              |            |      |              | Eisen |      |      |
| Bierling                    | Stieldorf             |            |      |              | Braunkohle, Eisen |      |      |
| Bleibtreu                   | Königswinter          | 1867 (vor) |      |              | Spateisenstein, Alaunton, Braunkohle; Konsolidation |      |      |
| Brüderseifen                | Herresbach            |            |      |              | Eisen |      |      |
| Canrobert                   | Niederscheuren        |            |      |              | Eisen |      |      |
| Christine                   | Ölinghoven            |            |      |              | Braunkohle |      |      |
| Deutsche Redlichkeit        | Vinxel / Oberholtorf  | 1838-05-08 |      |              | Braunkohle, Eisen; Schwefelkies, Alaunton |      |      |
| Dieschzeche                 | Düferodt              |            |      |              | Braunkohle |      |      |
| Dorothea                    | Bockerodt             |            |      |              | Eisen |      |      |
| Drachenfels                 | Königswinter          | 1867 (vor) |      |              | Spateisenstein |      |      |
| Emilie I                    | Ittenbach             |            |      |              | Eisen; zu True |      |      |
| Ernst                       | Uthweiler             |            |      |              | Blei, Zink, Kupfer |      |      |
| Fortunatus                  | Berghausen            |            |      |              | Eisen |      |      |
| Franz III                   | Berghausen            |            |      |              | Blei, Zink, Kupfer, Eisen |      |      |
| Genügsamkeit                | Ruttscheid            |            |      |              | Eisen |      |      |
| Henriettaglück              | Vinxel                |            |      |              | Braunkohle, Eisen; zu Deutsche Redlichkeit |      |      |
| Hermannsglück               | Rauschendorf          |            |      |              | Eisen |      |      |
| Heusler                     | Bockerodt             |            |      |              | Eisen |      |      |
| Horn                        | Stieldorferhohn       |            |      |              | Braunkohle |      |      |
| Hubertus                    | Königswinter?         | 1849-04-19 |      |              | Eisen |      |      |
| Johannessegen               | Ittenbach / Hülscheid | 18. Jh.    |      |              | Blei, Zink, Kupfer; |      |      |
| Johannes Wilhelm Windgassen | Hülscheid             |            |      |              | Blei, Zink; 1861 neu verliehen; Förderung 1876 - 112 Zentner Bleierze und 3.335 Zentner Zinkblende |      |      |
| Josepha                     | Oberpleis             |            |      |              | Eisen; zu Maria III |      |      |
| Justine                     | Oberscheuren          |            |      |              | Braunkohle |      |      |
| Maria III                   | Berghausen            |            |      |              | Eisen |      |      |
| Maria Theresia              | Berghausen            |            |      |              | Blei, Kupfer |      |      |
| Neu-Altglück                | Bennerscheid          |            |      |              | Kupfer, Eisen; nahe Altglück |      |      |
| Neu-Düsseldorf              | Rauschendorf          |            |      |              | Braunkohle |      |      |
| Neuglück                    | Bennerscheid          |            | 1875 |              | Zink, Blei, Silber, Kupfer, Eisen; im Dollenbachtal; 1859 mit Altglück konsolidiert |      |      |
| Nimmersatt                  | Niederscheuren        |            |      |              | Eisen |      |      |
| Ofenkaulen                  | Bennerscheid          | 1789       |      |              | Trachyttuff; mehrere Stollen; genutzt für U-Verlagerung „Schlammpeitzger“ |      |      |
| Olmer Pascha                | Ittenbach             |            |      |              | Eisen |      |      |
| Paule                       | Bennerscheid          |            |      |              | Eisen; zu Maria III |      |      |
| Paulus                      | Düferodt              |            |      |              | Eisen |      |      |
| Petrus                      | Oberdollendorf        |            |      |              | Eisen |      |      |
| Philippine                  | Bockerodt             |            |      |              | Braunkohle |      |      |
| Pützchens Markt             | Berghausen            |            |      |              | Kupfer |      |      |
| Satisfaction                | Uthweiler             |            |      |              | Blei, Zink, Kupfer |      |      |
| Sophia                      | Stieldorf             |            |      |              | Braunkohle |      |      |
| Sophia                      | Oberdollendorf        |            |      |              | Eisen; zu Wildermann (bei Bonn-Oberkassel) |      |      |
| Teplitz                     | Niederbuchholz        |            |      |              | Eisen |      |      |
| Theresia                    | Königswinter          | 1867 (vor) |      |              | Spateisenstein |      |      |
| Treu                        | Hülscheid / Ittenbach |            |      |              | Eisen, Blei, Zink |      |      |
| Von Stein                   | Frohnhardt            | 1866-04-07 |      |              | Kupfer, Zink |      |      |
| Walther                     | Ölinghoven            |            |      |              | Eisen |      |      |
| Wittelsbach                 | Frohnhardt            | 1854-12-16 |      |              | Kupfer, Zink |      |      |

### Lohmar
| Name                   | Ortsteil           | Beginn     | Ende | Teufe | Anmerkungen | Lage | Bild |
| ---------------------- | ------------------ | ---------- | ---- | ----- | --- | ---- | ---- |
| Aggerburg und Fündling | Donrath            |            |      |       | [ 33 ] |      |      |
| Alexander              | Deesem             |            |      |       | Blei, Zink, Kupfer; unterhalb von Deesem zwischen dem Koffer- und dem Huthsiefen im Wenigerbachtal; zu Walpot |      |      |
| Anager                 | Eigen / Lohmar     | 1860 (um)  | 1914 |       | Blei, Zink; auch Anacker geschrieben; Seemann ordnet diese Grube Lohmar zu; Zwei Schächte und Tiefbausohlen; letzte Betriebsperiode 1904-14                                                                                  | ⊙    |      |
| Aurora                 | Jexmühle / Honrath |            |      |       | Zink, Blei, Kupfer |      |      |
| Feigenberg             | Feigenberg         |            |      |       | [ 33 ] |      |      |
| Franziska              | Wahlscheid         |            | 1868 |       | Eisen, Kupfer, Blei |      |      |
| Fündling               | Donrath            |            |      |       | zu Aggerburg und Fündling |      |      |
| Goethe                 | Heppenberg         |            |      |       | nordöstlich von Heppenberg |      |      |
| Glückauf               | Grimberg?          |            |      |       | Blei, Kupfer; am linken Abhang des Rollbergs im Ühmichbachtal; 6 m langer, alter Stollen auf halber Höhe des Abhangs; zweiter Stollen auf Talsohle                                                                           |      |      |
| Grubenkittel           | Aggerhütte         |            |      |       | [ 37 ] [ 35 ] |      |      |
| Hanibal                |                    |            |      |       | Eisen, Kupfer, Blei |      |      |
| Hortensia              | Wahlscheid         | 1854       | 1866 |       | Zink, Blei, Kupfer, Siderit |      |      |
| Juliette               | Lohmar             |            |      |       | [ 33 ] |      |      |
| Körner                 | Ellhausen          |            |      |       | [ 33 ] |      |      |
| Langschläfer           | Weeg               | 1882 (vor) |      |       | nördl. von Weeg |      |      |
| Mailust                | Lohmar             |            |      |       | [ 33 ] |      |      |
| Metz                   | Deseem             |            |      |       | Kupfer; in einem Seitental des Wenigerbaches, zwischen Deesem und Krahwinkel |      |      |
| Moritz                 | Lohmarhohn         |            |      |       | [ 37 ] [ 33 ] |      |      |
| Nachod                 | Grimberg?          |            |      |       | im Ühmichbachtal am Rollberg; 100 m westlich von Glückauf; 8 m langer Versuchsstollen |      |      |
| Nöggerath              | Salgert            |            | 1870 |       | [ 37 ] [ 35 ] |      |      |
| Oerstett               | Lohmar             |            |      |       | südlich Haus Dorf |      |      |
| Pilot                  | Wahlscheid         | 1854       | 1917 | 190 m | Zink, Blei, Kupfer, Siderit; Gruben Schloofköpp und Hortensia im Kirchbachsiefen; Betriebszeiten: 1854-66,1906-1917; Hortenisschacht (Dampfmaschine, 190 m Teufe)                                                            | ⊙    |      |
| Robinson               | Wielpütz           |            |      |       | südöstlich Wielpütz |      |      |
| Schloofköpp            | Lohmar             | 1854       | 1866 |       | Zink, Blei, Kupfer, Siderit |      |      |
| Schubert               | Bloch / Büchel     |            | 1868 |       | Eisen, Kupfer, Blei; im Naafbachtal |      |      |
| Sedan                  | Deseem             |            |      |       | Kupfer; in einem Seitental des Wenigerbaches, zwischen Deesem und Krahwinkel |      |      |
| Skalitz                | Albach?            |            |      |       | zwischen Albach und Inger |      |      |
| Tubakein               | Schöpchen          |            |      |       | [ 33 ] |      |      |
| Volta                  | Dahlhaus / Honrath | 1854-04-14 | 1907 |       | Zink, Blei, Kupfer; verliehen am 16. August 1856; Streckennetz mit Länge von insgesamt 650 m | ⊙    |      |
| Vorsichtszeche         | Grimberg           | 1857       | 1866 |       | Eisen, Kupfer, Blei; unterhalb von Grimberg am linken Ufer des Ühmichbachs; 200 m langer Versuchsstollen |      |      |
| Walpot                 | Deesem             | 16. Jh.    | 1860 |       | Blei, Zink, Kupfer; neu verliehen als Juliane 1842 (später zu Walpot umbenannt); unterhalb von Deesem zwischen dem Koffer- und dem Huthsiefen im Wenigerbachtal; zuletzt 62 Betriebsmitglieder; Schutzbunker im 2. Weltkrieg | ⊙    |      |
| Wisoka                 | Inger?             |            |      |       | zwischen Inger und Birk |      |      |

### Much
| Name                  | Ortsteil       | Beginn     | Ende       | Teufe | Anmerkungen | Lage | Bild |
| --------------------- | -------------- | ---------- | ---------- | ----- | --- | ---- | ---- |
| Aachen                | Zeche Aachen   | 1746       | 1873       |       | Blei; im Werschbachtal; ehemals Auf dem Pielsiefen genannt; letzte Versuchsarbeiten 1929 | ⊙    |      |
| Ajax                  | Hevinghausen   | 1867-11-19 |            |       | Zink, Blei; verliehen am 19. November 1867; zu Nikolaus-Phönix |      |      |
| Alice                 | Söntgerath     |            |            |       | [ 46 ] |      |      |
| Antonius              | Markelsbach    | 1789       | 1966       |       | Zink, Blei, Siderit; ehemals Antoniusgrube; 1842 neu verliehen; Betriebszeiten; bis zu 78 Betriebsmitarbeiter; Betriebszeiten: 1789,1842-47,1854-78,1935-66; 1935 zusammen mit Gertudensegen und Emanuel zu Nikolaus-Phönix                                                            | ⊙    |      |
| Aurora                | Wellerscheid   | 1745       | 1913       | 164 m | Blei, Silber, Zink; Aurora ehemals Die schmale Kaule bei Oberdorf oberhalb von Wellerscheid (zwischen Oberdorf und Niedermiebach); 1868 neu verliehen; drei Schächte; Förderstollen; Betriebszeiten: -1877,1880-89,?-1913; mehr als 200 Belegschaftsmitglieder                         |      |      |
| Belgrad               | Markelsbach    |            |            |       | Zink, Blei; zu Nikolaus-Phönix |      |      |
| Bruch                 | Hillesheim     |            |            |       | [ 46 ] |      |      |
| Christiansfreude      | Siebelsnaaf    |            |            |       | [ 46 ] |      |      |
| Clementine            | Markelsbach    | 1868-8-16  |            |       | Zink, Blei; verliehen am 16. August 1868; zu Nikolaus-Phönix |      |      |
| Die grünende Hoffnung | Todtermann     |            |            |       | [ 46 ] |      |      |
| Die zwölf Löwenpfähle | Oberkaltenbach |            |            |       | [ 46 ] |      |      |
| Emanuel               | Markelsbach    | 1845       | 1966       |       | Zink, Blei; auf dem Goldknippen zwischen Markelsbach und Scheid; am 15. Juni 1855 verliehen; 1871 zu Getrudensegen konsolidiert; Betriebszeiten: 1855-78,1935-66; 1935 zusammen mit Antonius zu Nikolaus-Phönix                                                                        | ⊙    |      |
| Falkenstein           | Markelsbach    |            |            |       | Zink, Blei; zu Nikolaus-Phönix |      |      |
| Flora                 | Ophausen       |            |            |       | [ 47 ] [ 46 ] |      |      |
| Gertrudensegen        | Markelsbach    | 1842       | 1966       |       | Zink, Blei, Kupfer, Spateisenstein; verliehen am 27. Juni 1857; 1871 konsolidiert mit Emanuel; 1935 zusammen mit Antonius zu Nikolaus-Phönix; Betriebszeiten: 1857-78,1935-66; bis zu 97 Betriebsmitarbeiter; Hauptschacht (2,40 × 1,60 m, nicht verfüllt)                             | ⊙    |      |
| Louis II              | Altenhof       |            |            |       | [ 47 ] [ 46 ] |      |      |
| Lux                   | Hevinghausen   | 1867-11-19 |            |       | Zink, Blei; verliehen am 19. November 1867; zu Nikolaus-Phönix |      |      |
| Nikolaus-Phönix       | Markelsbach    | 1879       | 1966-11-30 | 200 m | Zink, Blei, Eisen; 1879 Konsolidation aus Nikolaus und Phönix; 1935 Konsolidation mit Gertrudensegen, Antonius und Emanuel; 1935 Förderschacht auf dem sogenannten Goldknippen im Grubenfeld Emanuel; Betriebszeiten: 1879-1911, 1. Oktober 1935-4*,46-66; 200 Belegschaftsmitarbeiter | ⊙    |      |
| Paulus                | Heiliger       |            |            |       | [ 43 ] |      |      |
| Philipsfreude         | Todtenmann     |            |            |       | [ 3 ] |      |      |
| Silberkaule           | Wellerscheid   | 16. Jh.    |            |       | Blei, Eisen, Zink; zwischen Oberdorf und Niedermiebach |      |      |
| Waltershoffnung       | Kranüchel      |            |            |       | [ 47 ] [ 46 ] |      |      |

### Neunkirchen-Seelscheid
| Name               | Ortsteil   | Beginn      | Ende | Teufe | Anmerkungen | Lage | Bild |
| ------------------ | ---------- | ----------- | ---- | ----- | --- | ---- | ---- |
| Eleonore           | Mohlscheid | 1846        | 1953 | 18 m  | Bleiglanz, Zinkblende; zu Penny? |      |      |
| Hans Sachs         | Eischeid   |             | 1861 | 18 m  | Blei |      |      |
| Humboldt           | Hohn       |             | 1885 |       | Blei, Kupfer, Eisen |      |      |
| Penny              | Mohlscheid | 1899        | 1908 | 125 m | Zink, Blei, Eisen; Oberer Stollen; Tiefer Stollen (650 m lang, 60 m Teufe); Schacht mit 125 m Teufe; 2 Tiefbausohlen; Versuchssarbeiten: 1910,1952-27       | ⊙    |      |
| Saturn             | Weeg       | 1853 (nach) | 1885 |       | Kupfer; liegt am rechten Ufer des Wenigerbachs etwa auf Höhe des Staudamms des ehemaligen Mühlenteichs an der Weeger Mühle; Abraumhalde und Stollenmundloch |      |      |
| Schwerin           | Wahlen     | 1853        |      |       | Kupfer; im Stocksiefen unterhalb Wahlen |      |      |
| Wolter-Plettenberg | Wahlen     | 17. Jh.     | 1872 |       | Blei, Kupfer, Eisen; auf der gegenüberliegenden Talseite von Walpot im Wenigerbachtal                                                                       |      |      |

### Rheinbach
| Name                 | Ortsteil    | Bergrevier | Beginn     | Ende       | Teufe | Anmerkungen | Lage | Bild |
| -------------------- | ----------- | ---------- | ---------- | ---------- | ----- | --- | ---- | ---- |
| Blitzenhardt I, II   | Rheinbach   | Cöln-West  | 1900       |            |       | Zink; südsüdwestl. von Emma Caroline; 1902 zu Hedwigsglück |      |      |
| Clara                | Kurtenberg  | Cöln-West  | 1849-11-03 |            |       | Eisen; Feld liegt über den Gemeinden Queckenberg, Neukirchen, Rheinbach und Oberdrees sowie den zur Bürgermeisterei Kuchenheim gehörigen Gemeinden Palmersheim, Schweinheim und Flamersheim                                                                            |      |      |
| Emma Carolina        | Neukirchen  | Cöln-West  | 1855       |            |       | Blei, Kupfer, Zink; auch Emma Karoline; 1863 62 Arbeitern; 1872 Schacht zwischen Loch und Hardt; 1902 zu Hedwigsglück |      |      |
| Hedwigsglück (Cons.) | Neukirchen  | Cöln-West  | 1902       | 1917-11-20 |       | Blei, Zink, Kupfer; 1902 Konsolidation aus Emma Carolina, Blitzenhardt I, Blitzenhardt II; Bitzenhardtschacht; Kurtenbergschacht; Betriebszeiten: 1902 bis 20. August 1904, Juli 1907 bis 22. März 1912, 1915 bis 20. November 1917; 10.1907 84 Belegschaftsmitglieder |      |      |
| Kurtenberg           | Rheinbach   | Cöln-West  | 1811       |            |       | Kupfer; mehrere Suchstollen |      |      |
| Margaretha           | Rheinbach   | Cöln-West  | 1853-07-09 |            |       | Eisen; 7876 Morgen groß |      |      |
| Rheinbach            | Rheinbach   | Cöln-West  | 1854       |            |       | Eisen; ab 1857 Abbau; nördlich von Margaretha |      |      |
| St. Johannes         | Queckenberg | Cöln-West  | 1867       |            |       | Eisen; südwestlich von Emma Carolina, Clara und Margaretha gelegen |      |      |
| Todenfeld            | Todenfeld   | Cöln-West  | 1855       |            |       | Kupfer; vermutlich Fortführung des Ganges von Hedwigsglück |      |      |
| Tomberg              | Rheinbach   | Cöln-West  | 1854       |            |       | Eisen |      |      |
| Wormersdorf          | Rheinbach   | Cöln-West  | 1867       |            |       | Eisen |      |      |

### Ruppichteroth
| Name               | Ortsteil         | Beginn     | Ende | Teufe | Anmerkungen | Lage | Bild |
| ------------------ | ---------------- | ---------- | ---- | ----- | --- | ---- | ---- |
| Carl Theodor       |                  |            |      |       | Eisen |      |      |
| Eisenkaule(n)      | Oelerot          |            |      |       | Eisen |      |      |
| Frühlingsgrube     | Köttingen        | 1827       | 1860 |       | Eisen |      |      |
| Großer Sperber     | Ruppichteroth    | 1853       |      |       | Eisen; auf dem Höchsten; Tagebau – heute wassergefüllte Weiher                                                      |      |      |
| Juliane            | Mittelsaurenbach | 1863       | 1874 | 50 m  | Eisen; mitten im Ort, an der Kreuzung von Brölstraße und Hambuchener Straße; Juliusstollen (500 m lang, 50 m Teufe) |      |      |
| Kleiner Sperber    | Ruppichteroth    |            |      |       | Eisen; auf dem Höchsten; Tagebau – heute wassergefüllte Weiher                                                      |      |      |
| Petri              | Scheid           | 1865 (um)  |      |       | Eisen |      |      |
| Preussischer Adler |                  |            |      |       | Eisen |      |      |
| Schutzzoll         | Ruppichteroth    | 1875 (vor) |      |       | Toneisenstein; Analyse: 32 % Eisen, 5,5 % Mangan, 7 % Tonerde, 22 % Kieselsäure                                     |      |      |
| Sperber            | Ruppichteroth    | 1853       |      |       | Toneisenstein; Analyse: 36 % Eisen, 3 % Mangan, 2 % Kalkerde, 2 % Bittererde, 4 % Tonerde, 12 % Kieselsäure         |      |      |
| Willachsgrube      | Mittelsaurenbach |            |      |       | Eisen |      |      |
| Zuckergrube        | Köttingen        |            | 1874 |       | Eisen; Förderung 1860: 8.422 t Eisenerz                                                                             |      |      |

### Siegburg
| Name            | Ortsteil      | Beginn      | Ende | Teufe | Anmerkungen | Lage | Bild |
| --------------- | ------------- | ----------- | ---- | ----- | --- | ---- | ---- |
| Alexander       | Seligenthal   |             |      |       | Grubenfeld |      |      |
| Anna            | Seligenthal   |             |      |       | Grubenfeld (Bergrevier Deutz) |      |      |
| Franz           | Schneffelrath |             |      |       | Erzabbau; östl. von Schneffelrath |      |      |
| Fritz           | Seligenthal   |             |      |       | Grubenfeld |      |      |
| Himmelssegen    | Seligenthal   |             |      |       | Grubenfeld |      |      |
| Maler Tiedemann | Seligenthal   |             |      |       | Grubenfeld |      |      |
| Plinius         | Schneffelrath | 1860 (um)   |      |       | Erzabbau; östl. von Schneffelrath |      |      |
| Ritter          | Seligenthal   | 1854-04-22  |      |       | Kupfer, Blei; ehemals Neu-Glück; verliehen am 3. Mai 1855; zu St. Merten gehörig; zu Ziehten                                         |      |      |
| Silberkaule     | Seligenthal   | 11./12. Jh. |      |       | Silber |      |      |
| St. Merten      | Seligenthal   | 11./12. Jh. |      |       | Kupfer, Blei; am Mühlenberg; zwei Stollen; in alter Zeit Silberabbau; neu gemutet am 5.8.1839; am 6. Juli 1841 verliehen; zu Ziehten |      |      |
| Ziehten I       | Seligenthal   | 1861        |      |       | 1866 zu Ziethen; 100 m tiefer Schacht III der Grube Ziethen an der Hauptstraße                                                       |      |      |

### Sankt Augustin
| Name                   | Ortsteil            | Beginn     | Ende | Teufe | Anmerkungen              | Lage | Bild |
| ---------------------- | ------------------- | ---------- | ---- | ----- | ------------------------ | ---- | ---- |
| Alma                   | Birlinghoven        | 1858-03-25 |      |       | Eisen                    |      |      |
| Am schwedischen Reiter | Birlinghoven        | 1855-11-07 |      |       | Eisen                    |      |      |
| Alter Adrian           | Birlinghoven        |            |      |       | Eisen                    |      |      |
| Am Bache               | Niederpleis         |            |      |       | Eisen                    |      |      |
| Franziska I            | Niederpleis         |            |      |       | Braunkohle               |      |      |
| Hugo                   | Birlinghoven        |            |      |       | Eisen                    |      |      |
| Jägershoffnung         | Hangelar / Kohlkaul |            |      |       | Braunkohle, Eisen, Alth. |      |      |
| Katharina I            | Niederpleis         |            |      |       | Eisen                    |      |      |
| Kirschbaum             | Birlinghoven        |            |      |       | Eisen                    |      |      |
| Maria II               | Birlinghoven        |            |      |       | Braunkohle               |      |      |
| Maria V                | Birlinghoven        |            |      |       | Eisen                    |      |      |
| Plato                  | Birlinghoven        |            |      |       | Braunkohle               |      |      |
| Schöne Caroline        | Niederpleis         |            |      |       | Eisen                    |      |      |
| Sebald                 | Niederpleis         |            |      |       | Braunkohle, Eisen        |      |      |
| Sieg-Rhein             | Birlinghoven        |            |      |       | Braunkohle               |      |      |
| Timotheus              | Birlinghöven        |            |      |       | Eisen                    |      |      |

### Troisdorf
| Name       | Ortsteil  | Beginn | Ende | Teufe | Anmerkungen                                              | Lage | Bild |
| ---------- | --------- | ------ | ---- | ----- | -------------------------------------------------------- | ---- | ---- |
| Basel      | Altenrath |        |      |       | [ 3 ] [ 60 ]                                             |      |      |
| Gottfried  | Altenrath |        |      |       | [ 3 ] [ 60 ]                                             |      |      |
| Kant       | Altenrath |        |      |       | [ 3 ] [ 60 ]                                             |      |      |
| Pieret     | Altenrath |        |      |       | zu Versöhnung                                            |      |      |
| Schiller   | Altenrath |        |      |       | zu Versöhnung                                            |      |      |
| Sophie     | Altenrath |        |      |       | [ 3 ]                                                    |      |      |
| Versöhnung | Altenrath |        | 1869 | 34 m  | Blei, Zink, Kupfer, Nickel; 2,5 km nordwestl. von Lohmar | ⊙    |      |

### Wachtberg
| Name              | Ortsteil    | Bergrevier | Beginn     | Ende         | Teufe          | Anmerkungen | Lage | Bild |
| ----------------- | ----------- | ---------- | ---------- | ------------ | -------------- | --- | ---- | ---- |
| Ambrosius         | Pech        |            |            |              | Eisen; Tagebau | |      |      |
| Charles           | Kürrighoven | Cöln-Ost   |            |              |                | Zink, Blei, Kupfer; 500 m östlich von Philippine; zu Laura |      |      |
| Flora             | Kürrighoven | Cöln-Ost   |            |              |                | Zink, Blei, Kupfer; 500 m östlich von Philippine; zu Laura |      |      |
| Irberg            | Züllighoven | Cöln-Ost   |            |              |                | Kupfer; wohl nur Schurf |      |      |
| Jungfer Clara     | Pech        | Cöln-Ost   |            |              |                | Kupfer; wohl nur Schurf |      |      |
| Kaiser            | Kürrighoven | Cöln-Ost   | 1859       |              |                | Blei, Kupfer, Zink; 1859 verliehen auf Blei; zu Laura |      |      |
| Kronprinz         | Kürrighoven | Cöln-Ost   | 1859       |              |                | Blei, Kupfer, Zink; 1859 verliehen auf Blei; zu Laura |      |      |
| Laura             | Kürrighoven | Cöln-Ost   | 1859       | 1909 (mind.) | 80 m           | Zinkblende, Bleiglanz, Kupferkies; Schacht; zugehörige Erzfelder: Philippine, Charles, Flora, Wilhelm der Große, Kaiser, Kronprinz; 1872-82 Tiefbau, 80 m Teufe, 3 Tiefbausohlen; |      |      |
| Mariaberg         | Werthhoven  | Cöln-Ost   |            |              |                | Eisen; geringer Betrieb |      |      |
| Marienberg I      | Pech        |            |            |              | Eisen; Tagebau | |      |      |
| Marienberg II     | Pech        |            |            |              | Eisen; Tagebau | |      |      |
| Maximilian        | Villip      | Cöln-Ost   |            |              |                | Kupfer; wohl nur Schurf |      |      |
| Perkeo            | Pech        |            |            |              | Eisen; Tagebau | |      |      |
| Philippine        | Kürrighoven | Cöln-Ost   | 1847 (vor) |              | 40 m           | Blei, Kupfer, Zink; 1847 (neu) verliehen; 600 m östlich von Laura Abbau bereits vor 1847; zu Laura; Stollen; Tiefbau mit 2 Sohlen bis auf 40 m                                    |      |      |
| Roland I          | Pech        |            |            |              | Eisen; Tagebau | |      |      |
| Roland II         | Pech        |            |            |              | Eisen; Tagebau | |      |      |
| Roland III        | Pech        |            |            |              | Eisen; Tagebau | |      |      |
| Wilhelm I         | Pech        |            |            |              | Eisen; Tagebau | |      |      |
| Wilhelm der Große | Werthhoven  | Cöln-Ost   | 1859       |              |                | Blei, Kupfer, Zink; 1859 verliehen auf Kupfer; Stollen; zu Laura |      |      |

### Windeck
| Name                  | Ortsteil              | Beginn     | Ende | Teufe | Anmerkungen | Lage | Bild |
| --------------------- | --------------------- | ---------- | ---- | ----- | --- | ---- | ---- |
| Adamsberg             | Oppertsau / Halscheid |            |      |       | Eisen, Mangan | ⊙    |      |
| Albertzeche           | Langenberg            |            |      |       | bei Langenberg |      |      |
| Alter Stollen im Rötz | Windeck-Silberhardt   |            |      |       | Stollen |      |      |
| Alterthum             | Au                    |            |      |       | Eisen |      |      |
| Anna Weymann          | Öttershagen           |            |      |       | Blei, Kupfer, Zink |      |      |
| Ehrenstein            | Bellingen             |            |      |       | Eisen; Stollen | ⊙    |      |
| Eichenberg            | Kohlberg              |            |      |       | Blei |      |      |
| Eisenberg             | Öttershagen           | 1911 (vor) | 1924 | 209 m | Eisen; Konsolidation; Oberer Stollen; 1911 tiefer Stollen (422 m lang); Schacht (Sohlen auf 100, 150 und 180 m; Tiefer Stollen auf 90 m Teufe erreicht) | ⊙    |      |
| Ferdinand             | Gierzhagen            |            |      |       | südöstl. von Gierzhagen |      |      |
| Fortuna I             | Oppertsau / Halscheid |            |      |       | Blei, Zink; Stollen | ⊙    |      |
| Franz                 | Gierzhagen            |            |      |       | bei Gierzhagen |      |      |
| Hamberg               | Oppertsau             |            | 1923 | 50 m  | Eisen, Kupfer, Zink?; Alter Stollen; Neuer Stollen; Tiefer Stollen | ⊙    |      |
| Stollen               | Werfen                |            |      |       | unbekannter Stollen unterhalb des Hauses Hohnsiefen 4 |      |      |
| Jacobus               | Gierzhagen            |            |      |       | nordwestl. von Gierzhagen |      |      |
| Jucht                 | Langenberg            |            |      |       | Silber, Kupfer, Blei; wohl auch Eisen und Zink; östl. von Langenberg im Rosbachtal | ⊙    |      |
| Jucht II              | Langenberg            |            |      |       | Blei, Zink; östl. von Langenberg im Rosbachtal |      |      |
| Kornzeche             | Oppertsau / Halscheid |            |      |       | Eisen |      |      |
| Kupferberg            | 1850 (vor)            |            |      |       | Kupfer; Stollen im Gierssiefen, ca. 70 m oberhalb des Sieghöhenwegs |      |      |
| Leonide               | Langenberg            |            |      |       | Eisen, Mangan, Kupfer?; mehr als 80 m langer Stollen östl. von Langenberg im Rosbachtal | ⊙    |      |
| Löwenburg             | Oppertsau             |            |      |       | Eisen, Kupfer; zu Hamberg |      |      |
| Metternich            | Halscheid             |            |      |       | Eisen |      |      |
| Meteor                | Halscheid             |            |      |       | Eisen |      |      |
| Nicasius              | Au                    |            |      |       | Eisen, Kupfer, Blei |      |      |
| Otto                  | Au / Halscheid        |            |      |       | Eisen, Kupfer, Mangan |      |      |
| Otto der Schütz       | Öttershagen           |            |      |       | Blei |      |      |
| Prosa                 | Öttershagen           | 1884 (vor) |      |       | Limonit (Brauneisenstein), Blei; am Eisenberg; Kohlberger Gangzug; 1884 erwähnt, aber wohl 100 Jahre älter | ⊙    |      |
| Raphael               | Rommen                |            | 1860 |       | Eisen; Stollen bei Rommen |      |      |
| Reichenstein          | Oppertsau             |            |      |       | Eisen |      |      |
| Rosbach               | Disteshausen          |            |      |       | Eisen, Mangan; südwestl. von Disteshausen | ⊙    |      |
| Rothe                 | Disteshausen          |            |      |       | Eisen; westl. von Disteshausen |      |      |
| Schmiedeberg          | Oppertsau / Halscheid |            |      |       | Eisen, Mangan | ⊙    |      |
| Silberhardt           | Öttershagen           | 13. Jh.    | 1936 | 156 m | Silber, Blei, Eisen, Zink, Kupfer; neu verliehen 1752 und 4. Juli 1861; Alter Stollen; 1752 Oberer Neuer Stollen, Tiefer Stollen (750 m lang), 1873 Schacht Silberhardt (Sohlen auf 55, 83, 105, 130 und 156 m); Betriebszeiten: bis 1882, bis 1915,1920-1924,1930-1936; bis zu 300 Belegschaftsmitglieder; seit 2003 Besucherbergwerk | ⊙    |      |
| Zwischenfeld          | Öttershagen           | 18. Jh.    |      |       | Eisen; Stollen mit 34,3 m Länge; Kohlberger Gangzug | ⊙    |      |
| Valentin              | Au / Halscheid        |            |      |       | Kobalt, Eisen, Kupfer; Oberer Stollen; Tiefer Stollen | ⊙    |      |